# 加利西亞旗幟
加利西亞旗幟首次出現是在19世紀，設計可能是依據自中世紀時期加利西亞王國的國旗。本來加利西亞旗幟為白底加上藍色聖安德魯十字，但由於和俄羅斯海軍混淆，後改為白底加上斜的藍色條紋。中央則是象徵加利西亞的盾徽標誌。
加利西亚旗帜分为民用旗和政府旗两种。普通市民可以使用民用旗；加利西亚第5/1984号法规定，政府公共建筑物只能悬挂加带官方盾徽的政府旗。

## 历史
在十九世纪，大量西班牙加利西亚地区移民涌入美洲，其中最重要的一个移民输出港口是拉科鲁尼亚。在那时，船只上的旗帜均为海事省的海军旗，而拉科鲁尼亚海事省的旗帜为白底加蓝色聖安德魯十字，与俄罗斯帝国海军的軍艦旗极为相似。为避免出现不必要的混淆，西班牙政府答应俄罗斯帝国的请求，于1891年6月22日通过修正法案，旗帜成为了现在的样式。
加利西亚移民在到达目的地后均使用该旗表明自己身份，最终使拉科鲁尼亚海事省旗帜成为了整个加利西亚地区的旗帜，也成为了加利西亚的象征。然而另有一种说法认为旗帜的缔造者是加利西亚语复兴时期的民族主义者。1891年5月25日至27日，在人们转移加利西亚浪漫主义女诗人罗萨莉娅·德·卡斯特罗的遗体时就出现了这种旗帜，这比新海事旗帜要早一个月。
|                            | 加利西亚旗帜的颜色：以白色为底色，左上至右下的对角线穿过一条蓝色宽带。 |
| ——《加利西亚公报》，1892年 |                                                                        |

1923年至1930年米格尔·普里莫·德里维拉独裁统治期间，加利西亚旗帜在法律上被禁止使用。之后的西班牙第二共和国期间曾短暂恢复使用。从西班牙内战开始的1936年开始事实上被禁止，直到1960年恢复使用。但直到弗朗西斯科·佛朗哥独裁结束，民主转型确定成立自治区后，该旗帜才被写入官方文件。
|                                 | 加利西亚旗帜在自治区公共建筑物和政府办公楼上悬挂时，必须带有官方盾徽。 |
| ——加利西亚第5/1984号法，第2-2条 |                                                                        |

## 相关旗帜

加利西亞王國旗帜
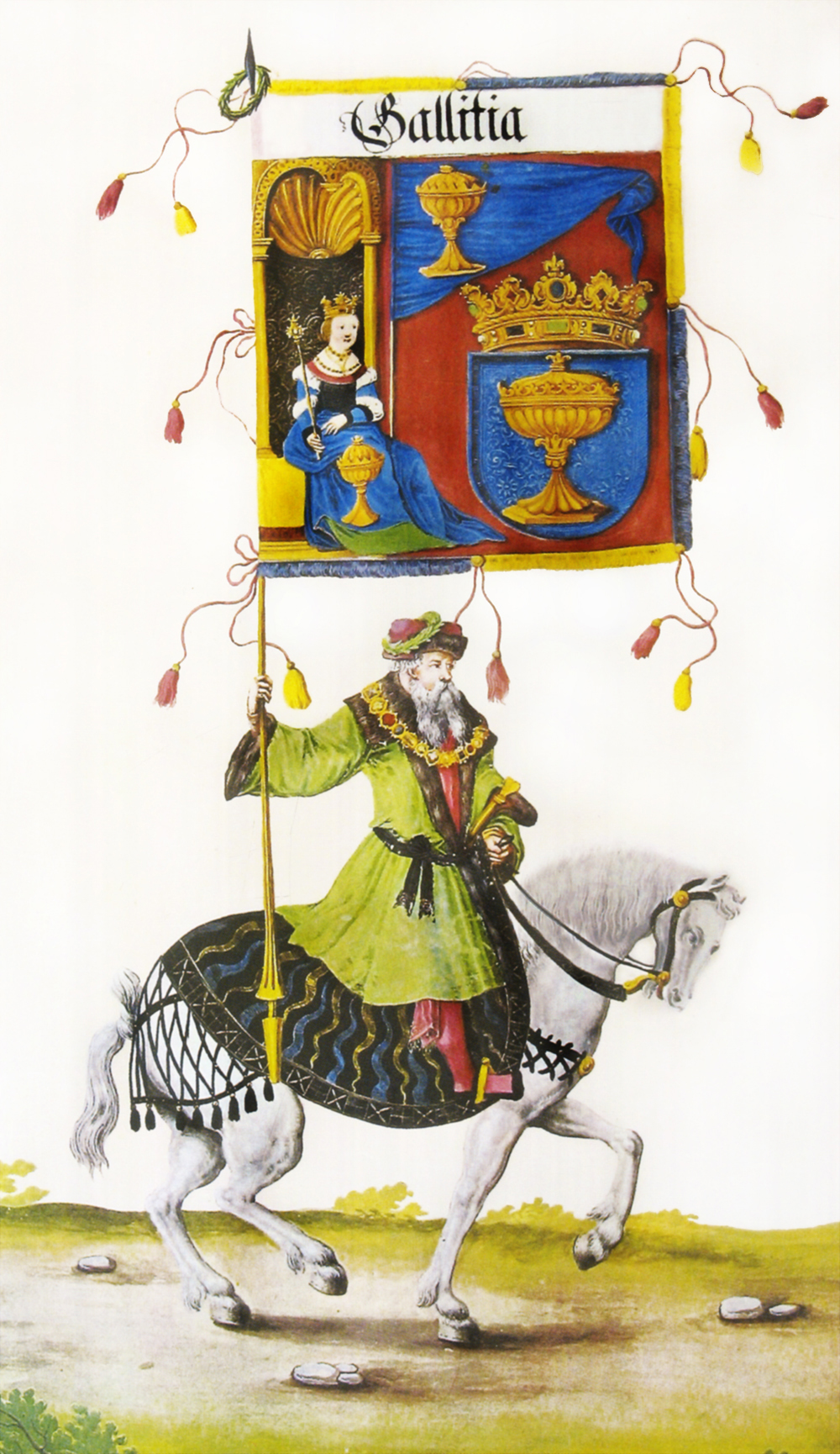
加利西亚王国旗帜，由阿尔布雷希特·丢勒于1515年制作
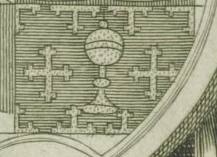
加利西亞王國旗帜雕刻版，1701年
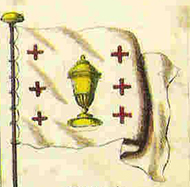
18世纪加利西亚軍艦旗
加利西亞民族主義左翼党派旗帜
环保主义示威者旗帜[注 1]

## 外部連結
- The Galician Flag in the Flags of the World's website
- History of the Galician Flag and Flag Flying Days（页面存档备份，存于）